# Kvalifikace na Mistrovství světa ve fotbale 2014 (CONCACAF)
Kvalifikace na Mistrovství světa ve fotbale 2014 zóny CONCACAF určila 3 účastníky finálového turnaje a jednoho účastníka mezikontinentální baráže.
Šestice nejlepších podle žebříčku FIFA z března 2011 bylo nasazeno přímo do druhé fáze, dalších 19 týmů bylo nasazeno přímo do první fáze a nejhorších 10 se muselo účastnit předkola.
Předkolo se hrálo systémem doma a venku v červnu a červenci 2011. Pětice postupujících byla v první skupinové fázi spolu s 19 nasazenými rozlosována do šesti skupin po čtyřech. Vítězové skupin následně postoupili do druhé skupinové fáze, kde se přidali k šestici přímo nasazených. Dvanáctka týmů zde byla rozlosována do tří skupin po čtyřech. První dva týmy z každé skupiny následně postoupily do třetí (finálové) fáze. Tam šestice týmů vytvořila jednu skupinu, ze které postoupily první tři týmy na mistrovství světa, zatímco tým na čtvrtém místě postoupil do mezikontinentální baráže.

## Nasazení
Všech 35 členských zemí CONCACAF se rozhodlo zúčastnit. Týmy byly nasazeny do jednotlivých fází podle žebříčku FIFA z března 2011. V závorkách je umístění daného týmu v březnovém žebříčku FIFA.
| Nasazeni do druhé skupinové fáze (umístění 1. až 6.)                                       | Nasazeni do první skupinové fáze (umístění 7. až 25.) | Účastníci předkola (umístění 26. až 35.) |
| ------------------------------------------------------------------------------------------ | --- | --- |
| 1. USA (19) 2. Mexiko (27) 3. Honduras (38) 4. Jamajka (48) 5. Kostarika (53) 6. Kuba (64) | 1. Panama (68) 2. Kanada (84) 3. Salvador (92) 4. Grenada (94) 5. Trinidad a Tobago (95) 6. Haiti (99) 7. Antigua a Barbuda (101) 8. Guyana (109) 9. Surinam (114) 10. Svatý Kryštof a Nevis (119) 11. Guatemala (125) 12. Dominika (130) 13. Portoriko (131) 14. Barbados (137) 15. Curaçao (146) 16. Svatý Vincenc a Grenadiny (148) 17. Kajmanské ostrovy (158) 18. Nikaragua (164) 19. Bermudy (165) | 1. Belize (166) 2. Dominikánská republika (166) 3. Britské Panenské ostrovy (177) 4. Svatá Lucie (182) 5. Turks a Caicos (193) 6. Bahamy (193) 7. Aruba (199) 8. Americké Panenské ostrovy (200) 9. Anguilla (202) 10. Montserrat (202) |

## Předkolo
Desítka nejníže nasazených týmů se zde v červnu a červenci 2011 utkala systémem doma a venku o postup do první skupinové fáze. Předkolo se nelosovalo, ale nejvýše nasazený se utkal s nejníže nasazeným, atd. Dvojice byly oznámeny 26. dubna 2011.
| Domácí v 1. zápase        | Celkem     | Hosté v 1. zápase        | 1. zápas | 2. zápas     |
| ------------------------- | ---------- | ------------------------ | -------- | ------------ |
| Montserrat                | 3–8        | Belize                   | 2–5      | 1–3          |
| Anguilla                  | 0–6        | Dominikánská republika   | 0–2      | 0–4          |
| Americké Panenské ostrovy | 4–1        | Britské Panenské ostrovy | 2–0      | 2–1          |
| Aruba                     | 6–6 (4–5p) | Svatá Lucie              | 4–2      | 2–4 (prodl.) |
| Turks a Caicos            | 0–10       | Bahamy                   | 0–4      | 0–6          |

## První fáze
V první fázi bylo 5 postupujících z předkola a 19 přímo nasazených rozlosováno do 6 skupin po čtyřech, ve kterých se utkali dvoukolově každý s každým doma a venku. Vítězové skupin následně postoupili do druhé fáze.

### Nasazení
K nasazení do losovacích košů byl použit žebříček FIFA z března 2011. Los se uskutečnil 30. července 2011 v Riu de Janeiro.
| Koš 4                                                  | Koš 5                                                                     | Koš 6                                                                            | Koš 7                                                                                   |
| ------------------------------------------------------ | ------------------------------------------------------------------------- | -------------------------------------------------------------------------------- | --------------------------------------------------------------------------------------- |
| Panama Kanada Salvador Grenada Trinidad a Tobago Haiti | Antigua a Barbuda Guyana Surinam Svatý Kryštof a Nevis Guatemala Dominika | Portoriko Barbados Curaçao Svatý Vincenc a Grenadiny Kajmanské ostrovy Nikaragua | Bermudy Belize† Dominikánská republika† Svatá Lucie† Bahamy† Americké Panenské ostrovy† |

† Vítězové předkola

### Skupiny
Zápasy se hrály od 2. září do 15. listopadu 2011.

#### Skupina A
| Tým                    | Z | V | R | P | VG | IG | +/- | B  |
| ---------------------- | - | - | - | - | -- | -- | --- | -- |
| Salvador               | 6 | 6 | 0 | 0 | 20 | 5  | +15 | 18 |
| Dominikánská republika | 6 | 2 | 2 | 2 | 12 | 8  | +4  | 8  |
| Surinam                | 6 | 2 | 1 | 3 | 5  | 11 | −6  | 7  |
| Kajmanské ostrovy      | 6 | 0 | 1 | 5 | 2  | 15 | −13 | 1  |

#### Skupina B
| Tým               | Z | V | R | P | VG | IG | +/- | B  |
| ----------------- | - | - | - | - | -- | -- | --- | -- |
| Guyana            | 6 | 4 | 1 | 1 | 9  | 5  | +4  | 13 |
| Trinidad a Tobago | 6 | 4 | 0 | 2 | 11 | 4  | +7  | 12 |
| Bermudy           | 6 | 3 | 1 | 2 | 8  | 7  | +1  | 10 |
| Barbados          | 6 | 0 | 0 | 6 | 2  | 14 | −12 | 0  |

#### Skupina C
| Tým       | Z | V | R | P | VG | IG | +/- | B  |
| --------- | - | - | - | - | -- | -- | --- | -- |
| Panama    | 4 | 4 | 0 | 0 | 15 | 2  | +13 | 12 |
| Nikaragua | 4 | 2 | 0 | 2 | 5  | 7  | −2  | 6  |
| Dominika  | 4 | 0 | 0 | 4 | 0  | 11 | −11 | 0  |

- Bahamy se vzdaly účasti kvůli zpoždění výstavby národního stadionu. Jiný vhodný stadion na ostrovech není a hrát v jiné zemi by bylo příliš nákladné.

#### Skupina D
| Tým                   | Z | V | R | P | VG | IG | +/- | B  |
| --------------------- | - | - | - | - | -- | -- | --- | -- |
| Kanada                | 6 | 4 | 2 | 0 | 18 | 1  | +17 | 14 |
| Portoriko             | 6 | 2 | 3 | 1 | 8  | 4  | +4  | 9  |
| Svatý Kryštof a Nevis | 6 | 1 | 4 | 1 | 6  | 8  | −2  | 7  |
| Svatá Lucie           | 6 | 0 | 1 | 5 | 4  | 23 | −19 | 1  |

#### Skupina E
| Tým                       | Z | V | R | P | VG | IG | +/- | B  |
| ------------------------- | - | - | - | - | -- | -- | --- | -- |
| Guatemala                 | 6 | 6 | 0 | 0 | 19 | 3  | +16 | 18 |
| Belize                    | 6 | 2 | 1 | 3 | 9  | 10 | −1  | 7  |
| Svatý Vincenc a Grenadiny | 6 | 1 | 2 | 3 | 4  | 12 | −8  | 5  |
| Grenada                   | 6 | 1 | 1 | 4 | 7  | 14 | −7  | 4  |

#### Skupina F
| Tým                       | Z | V | R | P | VG | IG | +/- | B  |
| ------------------------- | - | - | - | - | -- | -- | --- | -- |
| Antigua a Barbuda         | 6 | 5 | 0 | 1 | 26 | 5  | +21 | 15 |
| Haiti                     | 6 | 4 | 1 | 1 | 21 | 6  | +15 | 13 |
| Curaçao                   | 6 | 2 | 1 | 3 | 15 | 13 | +2  | 7  |
| Americké Panenské ostrovy | 6 | 0 | 0 | 6 | 2  | 40 | −38 | 0  |

## Druhá fáze
Ve druhé fázi byla šestice vítězů skupin první fáze a šestice přímo nasazených rozlosována do 3 skupin po 4 týmech. Ve skupinách se utkal každý s každým dvoukolově doma a venku. První dva týmy z každé skupiny postoupily do třetí fáze.

### Nasazení
K nasazení do losovacích košů byl použit žebříček FIFA z března 2011. Los se uskutečnil 30. července 2011 v Riu de Janeiro.
| Koš 1               | Koš 2                  | Koš 3                                                           |
| ------------------- | ---------------------- | --------------------------------------------------------------- |
| USA Mexiko Honduras | Jamajka Kostarika Kuba | Salvador† Guyana† Panama† Kanada† Guatemala† Antigua a Barbuda† |

† Postupující z první fáze, jejichž identita nebyla v době losu známa.

### Skupiny
Zápasy se hrály od 8. června do 16. října 2012.

#### Skupina A
| Tým               | Z | V | R | P | VG | IG | +/- | B  |
| ----------------- | - | - | - | - | -- | -- | --- | -- |
| USA               | 6 | 4 | 1 | 1 | 11 | 6  | +5  | 13 |
| Jamajka           | 6 | 3 | 1 | 2 | 9  | 6  | +3  | 10 |
| Guatemala         | 6 | 3 | 1 | 2 | 9  | 8  | +1  | 10 |
| Antigua a Barbuda | 6 | 0 | 1 | 5 | 4  | 13 | -9  | 1  |

#### Skupina B
| Tým       | Z | V | R | P | VG | IG | +/- | B  |
| --------- | - | - | - | - | -- | -- | --- | -- |
| Mexiko    | 6 | 6 | 0 | 0 | 15 | 2  | +13 | 18 |
| Kostarika | 6 | 3 | 1 | 2 | 14 | 5  | +9  | 10 |
| Salvador  | 6 | 1 | 2 | 3 | 8  | 11 | −3  | 5  |
| Guyana    | 6 | 0 | 1 | 5 | 5  | 24 | −19 | 1  |

#### Skupina C
| Tým      | Z | V | R | P | VG | IG | +/- | B  |
| -------- | - | - | - | - | -- | -- | --- | -- |
| Honduras | 6 | 3 | 2 | 1 | 12 | 3  | +9  | 11 |
| Panama   | 6 | 3 | 2 | 1 | 6  | 2  | +4  | 11 |
| Kanada   | 6 | 3 | 1 | 2 | 6  | 10 | -4  | 10 |
| Kuba     | 6 | 0 | 1 | 5 | 1  | 10 | -9  | 1  |

## Třetí fáze
Ve třetí fázi utvořila šestice postupujících ze druhé fáze jednu skupinu, ve které se utkala v termínech od 6. února do 15. října 2013 každý s každým dvoukolově doma a venku. První tři týmy postoupily přímo na MS, zatímco tým na čtvrtém místě postoupil do mezikontinentální baráže.
| Tým       | Z  | V | R | P | VG | IG | +/- | B  |
| --------- | -- | - | - | - | -- | -- | --- | -- |
| USA       | 10 | 7 | 1 | 2 | 15 | 8  | +7  | 22 |
| Kostarika | 10 | 5 | 3 | 2 | 13 | 7  | +6  | 18 |
| Honduras  | 10 | 4 | 3 | 3 | 13 | 12 | +1  | 15 |
| Mexiko    | 10 | 2 | 5 | 3 | 7  | 9  | -2  | 11 |
| Panama    | 10 | 1 | 5 | 4 | 10 | 14 | -4  | 8  |
| Jamajka   | 10 | 0 | 5 | 5 | 5  | 13 | -8  | 5  |

- Týmy  USA,  Kostarika a  Honduras postoupily na Mistrovství světa ve fotbale 2014.
- Mexiko postoupilo do mezikontinentální baráže.

## Statistika
Údaje platné pouze k zóně CONCACAF v tomto kvalifikačním cyklu (včetně případné baráže):
Nejlepší střelec
- Deon McCaulay (11 gólů)

Mužstva s nejvíce nastřílenými brankami
- Mexiko (31 gólů, skóre 31:14, průměr 1,7 vstřelených gólů na zápas, 18 odehraných zápasů, 10 výher, 5 remíz, 3 prohry)
- Panama (31 gólů, skóre 31:18, průměr 1,6 vstřelených gólů na zápas, 20 odehraných zápasů, 8 výher, 7 remíz, 5 proher)